# Fiat 2401 Cansa
El Fiat 2401 Cansa es un modelo de trolebús fabricado en Italia en la década de 1950. Fue sustituido por el siguiente modelo de transporte urbano, el Fiat 2411 Cansa.

## Características
Era un trolebús de 10,5 metros de largo con volante a la derecha y dos puertas plegables. Producido por Fiat Veicoli Industriali en la clásica librea biverde, con carrocería "Cansa" de Novara, el prototipo tenía equipo eléctrico y motor OCREN mientras que los estándar estaban equipados con CGE, Marelli o TIBB. En los años siguientes la carrocería fue decorada con las más variadas coloraciones, según el criterio de la compañía propietaria.

## Difusión
El Fiat 2401 Cansa fue un modelo presente en varias compañías italianas.

### Ancona, ATMA
- series 17-21: 5 vehículos, librea biverde, luego rojo-crema, radiación dentro del 1987.

### Avellino, SFI
- N° 06: prototipo único ejemplar, año 1953 (adquirido en el 1965), librea biverde, ya en servicio experimental en Nápoles (1953) y Bolonia (1958).

- series 1408-1417: 10 vehículos, año 1955, librea biverde, luego avana#-arancio, construcción 1955, radiación dentro del 1980.[1]

### Livorno, ATAM
La compañía "ATAM" adquirió algunos trolebuses FIAT 2401 FM, carrocería Cansa tipo Marelli y VAIF.
- series 56-59: 4 vetture, año 1954, livrea biverde, radiación en los años 1971#-1972 (precedentemente uno de los cuatro, en los últimos años de servicio de transporte, fue dejado de lado para recuperar piezas de renovación para los demás tres).

- series 27-28: 2 vetture, año 1953, livrea biverde, radiación en el 1967. LOS reiterados y nunca solucionadas cuestiones al sterzo y a la instalación eléctrica de tracción, el cual restituía corriente a la línea provocando sfiammate en correspondencia de los separadores y excitación anómala de los intercambios,  hicieron dos vetture bastante invise sea a los conductores sea a la misma AMCM. La Compañía decidió de hecho de no derrochar ulteriores recursos económicos después de las numerosas tentativas de modificación de la instalación eléctrica ya citada, sin haber obtenido nunca resultados definitivos.

### Parma, AMETAG (luego AMPS, luego TEP)
La ciudad inauguró el servicio filoviario con estos vehículos, equipadas eléctricamente de la TIBB, el 25 de octubre de 1953.
- series 001-016: 16 vehículos, año 1953, livrea biverde, luego blanco#-amarilla, radiación 1980#-1986; un vehículo preservado como vehículo histórico.

El entonces "ATAM" poseía algunos Fiat 2401 Cansa, equipados eléctricamente de la Compañía General de Electricidad, que pasaban sobre la línea 11 (Rimini#-Riccione).
- series 1011#-1015: 5 vehículos, construcción 1954#-1956, livrea biverde, luego avana#-arancio, radiati.

- series 1100#-1111: 12 vehículos, año 1953

- La TEP (Parma), después de la radiación, ha dejado de lado el vehículo n. 014, enviada luego al Museo Nacional de los Transportes donde ha sido restaurada y está regresada a Parma en exposición en el depósito empresarial.

1. ↑  Parte de un grupo más consistente de 17 Fiat 2401, del cual los demás 7 (series 1401#-1407) eran carrozzati Garavini.